# Parálisis Permanente
Parálisis Permanente est un groupe de post-punk espagnol, originaire de Madrid. Formé dans les années 1980, il est considéré comme l'initiateur du courant musical sinistre au sein de la movida local. Apparus d'abord comme un groupe de deux membres de Alaska y los Pegamoides, ils sortent un seul album studio, avant d'être violemment interrompus alors qu'ils étaient en pleine ascension par la mort d'Eduardo Benavente dans un accident de voiture. Malgré leur brève carrière musicale, ils sont considérés comme un groupe culte dans la contre-culture sinistre et le punk espagnol, de même qu'ils incarnent le prototype du groupe maudit à la fin tragique. Cela donnera une importance majeure au groupe, non seulement pour ce qu'il est, mais aussi pour ce qu'il aurait pu être.

## Biographie
Le groupe est formé par Eduardo Benavente (guitare) et Nacho Canut (basse), anciens membres de Alaska y los Pegamoides, avec Javier Benavente (voix) et Johnny Canut (batterie), en 1981. De cette formation en découle une première démo incluse dans la compilation Singles y primeras grabaciones publiée en 1995. La démo comprend une version en castillan de la chanson Warhead de UK Subs, intitulée ¿Por qué? Javier quitte le groupe, et Eduardo le remplace.
En collaboration avec le label Hispavox, le groupe commence à travailler sur son premier disque, un EP avec Gabinete Caligari. L'EP qui comprend les chansons Autosuficiencia et Tengo un pasajero de Parálisis Permanente, est enregistré en octobre 1981 et publié en janvier 1982, édité à mille exemplaires. Puis est créé le label Tres Cipreses, initialement pour les deux groupes de l'EP. L'EP est distribué par Discos Radiactivos Organizados (DRO) et par leur label Tres Cipreses.
La chanson Autosuficiencia obtient son propre clip, diffusé dans Pista Libre sur la chaine espagnole TVE.
En juillet 1982 sort l'album El Acto. Il se caractérise par un son punk rock, à cette période interprétée localement comme post-punk ou afterpunk.
En 1983 sort leur dernier disque, intitulé Nacidos para dominar, en 1983.
Le 14 mai 1983, Eduardo Benavente meurt dans un accident de voiture au retour d'un concert; Ana Curra et Toti Árboles sont seulement blessés dans cet accident.

## Discographie

### Autres
- 1982 : Quiero ser santa (EP)[2]
- 1983 : Nacidos para dominar/Sangre[3]

## Membres

### Derniers membres
- Eduardo Benavente - guitare, chant
- Ana Curra - claviers, chœurs
- Rafa Balmaseda - basse
- Antonio Moreno - guitare
- Toti Árboles - batterie

### Anciens membres
- Javier Benavente - chant
- Jaime Urrutia - guitare
- Nacho Canut - basse
- Johnny Canut - batterie